# マイケル・ドークス
マイケル・ドークス（Michael Dokes、1958年8月10日 - 2012年8月12日）は、アメリカ合衆国の男性プロボクサー。オハイオ州アクロン出身。元WBA世界ヘビー級王者。

## 来歴
1976年10月15日、プロデビュー。
1982年1月30日、NABF北米ヘビー級王座を獲得した。
1982年12月10日、王者マイク・ウィーバーを1ラウンドTKOで破り、WBA世界ヘビー級王座を獲得。
1983年5月20日、ウィーバーと再戦し、15ラウンド判定ドローとなり、王座初防衛となった。
1983年9月23日、ゲリー・コーツィーに10ラウンドKOで敗れ、王座から陥落した。
1985年3月15日、WBC米大陸ヘビー級王座を獲得した。
1986年、コカイン密売の罪で逮捕され、執行猶予2年を宣告される。
1989年3月11日、イベンダー・ホリフィールドと対戦。10ラウンドTKO負けを喫した。
1993年2月6日、リディック・ボウの持つWBA・IBF世界ヘビー級王座に挑戦するが、1ラウンドTKO負け。
1997年、引退。
2000年、性的暴行目的の誘拐と殺人未遂の罪で懲役10年が宣告される。
2008年、刑務所から仮釈放され出所する。
2012年8月12日、オハイオ州アクロンの自宅で死亡。54歳没。